# Хайльбронн (район)
Хайльбронн (нем. Heilbronn) — район в Германии. Центр района — город Хайльбронн. Район входит в землю Баден-Вюртемберг. Подчинён административному округу Штутгарт. Занимает площадь 1099,95 км². Население — 330 021 чел. Плотность населения — 300 человек/км².
Официальный код района — 08 1 25.
Район подразделяется на 46 общин.

## Города и общины
Города
1. Бад-Фридрихсхалль (18 615)
2. Бад-Раппенау (20 715)
3. Бад-Вимпфен (6 924)
4. Байльштайн (6 119)
5. Бракенхайм (15 092)
6. Эппинген (21 127)
7. Гюглинген (6 240)
8. Гундельсхайм (7 460)
9. Лауффен-на-Неккаре (11 138)
10. Лёвенштайн (3 083)
11. Мёкмюль (8 341)
12. Неккарзульм (27 378)
13. Нойденау (5 157)
14. Нойенштадт-ам-Кохер (9 517)
15. Швайгерн (10 998)
16. Вайнсберг (11 812)
17. Виддерн (1 956)

Общины
1. Абштат (4 529)
2. Клеброн (2 768)
3. Эберштадт (3 228)
4. Эльхофен (3 343)
5. Эрленбах (4 873)
6. Флайн (6 520)
7. Гемминген (4 966)
8. Хардтаузен-ам-Кохер (3 954)
9. Ильсфельд (8 225)
10. Иттлинген (2 401)
11. Ягстаузен (1 573)
12. Кирхардт (5 536)
13. Лангенбреттах (3 519)
14. Леренштайнсфельд (2 066)
15. Лайнгартен (10 429)
16. Массенбахгаузен (3 680)
17. Неккарвестайм (3 509)
18. Нордхайм (7 498)
19. Оберзульм (13 774)
20. Иедхайм (6 002)
21. Оффенау (2 730)
22. Пфаффенхофен (2 370)
23. Ройгхайм (1 475)
24. Зигельсбах (1 666)
25. Тальхайм (4 750)
26. Унтерайзесхайм (3 961)
27. Унтергруппенбах (7 549)
28. Вюстенрот (6 802)
29. Цаберфельд (3 963)

Объединения общин